# Stazione di Sartirana
La stazione ferroviaria di Sartirana è una stazione ferroviaria sulla linea Novara-Alessandria. Serve i paesi di Sartirana Lomellina e Breme.
La stazione è composta da un fabbricato viaggiatori con all'interno due sale d'aspetto: una di prima, l'altra di seconda classe; i biglietti vengono erogati da una macchinetta automatica; i binari sono due serviti dalle relative banchine.
Dalla stazione di Sartirana si possono raggiungere diverse città senza cambiare treno come Abbiategrasso, Alessandria, Milano, Mortara, Novara, Valenza e Vigevano.
Si possono raggiungere cambiando treno le stazioni di Asti, Casale Monferrato, Genova, Pavia,  Savona, Torino, Vercelli.
Il traffico della linea è abbastanza consistente: molti treni merci che provengono da Genova utilizzano la linea per portare container in gran parte del nord Italia.